# Козлівський деканат УГКЦ
Козлівський деканат Тернопільсько-Зборівської архієпархії УГКЦ — релігійна структура УГКЦ, що діє на території Тернопільської області України.

## Історія
Козлівський деканат існував у структурі УГКЦ вже у XVIII столітті, належав до Львівської єпархії та складався із 34 парафій.

## Декани
Декан Козлівський — о. Роман Гук.

## Парафії деканату
| Парафії                                  | Населені пункти     |
| ---------------------------------------- | ------------------- |
| Святої Параскеви П'ятниці                | с. Будилів          |
| Перенесення мощей Святого Миколая        | с. Велика Плавуча   |
| Покрови Пресвятої Богородиці             | с. Великий Ходачків |
| Святого архістратига Михаїла             | с. Глинна           |
| Успіння Пресвятої Богородиці             | с. Городище         |
| Святого Миколая                          | с. Денисів          |
| Святого Димитрія                         | с. Дмухівці         |
| Вознесіння Господнього                   | с. Заберізки        |
| Покрови Пресвятої Богородиці             | с. Золота Слобода   |
| Святого апостола Івана Богослова         | с. Золочівка        |
| Святого архістратига Михаїла             | с. Ішків            |
| Вознесіння Господнього                   | смт Козлів          |
| Введення в храм Пресвятої Богородиці     | с. Купчинці         |
| Святих верховних апостолів Петра і Павла | с. Мала Плавуча     |
| Покрови Пресвятої Богородиці             | с. Медова           |
| Стрітення Господнього                    | с. Плотича          |
| Різдва Пресвятої Богородиці              | с. Покропивна       |
| Успіння Пресвятої Богородиці             | с. Росохуватець     |
| Святих верховних апостолів Петра і Павла | с. Слобідка         |
| Зіслання Святого Духа                    | с. Таурів           |
| Пресвятої Трійці                         | с. Цицори           |
| Пресвятої Євхаристії                     | с. Яструбове        |